# Life is Real (Song for Lennon)
«Life is Real (Song for Lennon)» (La Vida Es Real (Canción para Lennon)) es una canción realizada por la banda de rock británica Queen como parte de su disco Hot Space realizado en 1982. 

## Historia
Freddie Mercury compuso la canción como un tributo a John Lennon, el exbeatle que había sido asesinado en 1980 y esto hizo que la banda interpretara regularmente Imagine durante algunas de sus presentaciones en vivo en esa época.
Al igual que en la mayoría de las canciones de Lennon, Life is Real se basa o tiene una base rítmica de piano y utiliza el característico eco de su voz (Double Tracking), dando un sentimiento de melancolía y que abarca o muestra la tristeza de la banda por la muerte del artista John Lennon. 
Esta es una de las pocas canciones de Queen en que la letra fue escrita antes que la música (como anteriormente sucedió con Killer Queen). 
El título de la canción hace referencia a la letra de la canción Love de Lennon, en la que una frase dice «Love is Real» (El Amor es Real), y de ahí se desprende o deriva el título de esta pieza (La vida es real).

## Créditos
- Escrita por: Freddie Mercury
- Producida por: Queen y Mack
- Músicos:
- Freddie Mercury: voz líder y coros, piano, sintetizador
- Brian May: guitarras acústica y eléctrica
- John Deacon: bajo
- Roger Taylor: batería

- Datos: Q1129984